# Ijuí

Ijuí, vista da Avenida Porto Alegre

Ijuí é um município brasileiro do estado do Rio Grande do Sul. Localiza-se a uma latitude 28°23'16" sul e a uma longitude 53°54'53" oeste, estando a uma altitude de 328 metros acima do nível do mar.
Sua população, conforme Censo do IBGE de 2024, era de 87.775 habitantes, sendo a terceira cidade mais populosa dentre os 216 municípios da região Noroeste/Missões, atrás apenas de Passo Fundo e Erechim.
Devido à diversidade étnica da cidade, resultado da imigração de mais de três dezenas de povos de origem europeia, africana e asiática, o município é conhecido também como Capital Mundial das Etnias, razão pela qual realiza anualmente a Exposição Festa Internacional das Etnias (Expofest), que atualmente conta com treze etnias e quatro núcleos étnicos.
Por ser uma cidade universitária e com amplos recursos hospitalares, possuindo alguns dos melhores hospitais do interior do Rio Grande do Sul, Ijuí tem um fluxo de aproximadamente 120.000 pessoas, sendo o maior e mais importante centro populacional da região.

## História
A Colônia de Ijuhy foi fundada em 19 de outubro de 1890, Ijuhy significa na língua guarani, “Rio das Águas Claras” ou “Rio das Águas Divinas”. Recebeu imigrantes de várias nacionalidades, coordenada inicialmente pelo Diretor Augusto Pestana, Ijuí teve grande impulso em seu desenvolvimento quando, a partir de 1899, foi incentivado o assentamento de colonos com conhecimento de agricultura, vindos principalmente de colônias mais antigas do Rio Grande do Sul. Em 31 de janeiro de 1912 de acordo com Decreto n°. 1814, obteve a Emancipação Político-Administrativo  do município de Cruz Alta.
Hoje, é conhecida por Terra das Culturas Diversificadas, Cidade Universitária, Colmeia do Trabalho, Terra das Fontes de Água Mineral e Portal das Missões. Localizada no Noroeste do Estado do Rio Grande do Sul, em um entroncamento rodoviário que é passagem obrigatória para o Mercosul e a 395 km da capital, Ijuí é uma cidade que possui expressão em nível estadual. Todas as suas potencialidades são expressas através de uma firme economia baseada no seu forte setor agropecuário, em seu comércio, indústrias e serviços; de seu ensino qualificado, conferido por escolas da cidade e pela Universidade Regional do Noroeste do Estado do Rio Grande do Sul UNIJUÍ e de sua saúde, amparada por hospitais muito bem equipados, que dispensam auxílio integral a toda região.
Também em Ijuí esteve localizada a matriz da COTRIJUI - Cooperativa Agrícola & Industrial, que foi uma das maiores cooperativas do Rio Grande do Sul e da América Latina na década de 1970, que abrangia mais de 38 municípios do estado e a Imasa Indústria de Máquinas Agrícolas LTDA que completou 100 anos em 2022.
O principal jornal da cidade, por várias décadas, foi o Correio Serrano, editado pela mesma empresa que o Die Serra-Post, em alemão.
A cidade pode ser acessada através da BR-285, Ijuí/São Borja ou Ijuí/Vacaria, RS-155, Ijuí/Três Passos, RS-342, Ijuí/Cruz Alta ou Ijuí/Três de Maio, RS-514, Ajuricaba e RS-522, Ijuí/Santiago.
Ijuí é conhecida por reunir variados grupos étnicos, sendo daí conhecido como Terra das Culturas Diversificadas. Pode-se citar os seguintes: afro-brasileiros, índios, portugueses, franceses, italianos, alemães, poloneses, austríacos, letos, holandeses, suecos, espanhóis, japoneses, russos, árabes, libaneses, lituanos, ucranianos, entre outros. Soma-se a isso o fato de Ijuí ser escolhida, em 1890 o berço da imigração lituana no Brasil.
Na Expofest Ijuí - Exposição-Festa Internacional das Etnias, antes conhecida como Expoijuí, os visitantes têm a oportunidade de explorar o comércio, a indústria, a agropecuária, o vestuário e o artesanato da região e do estado. Este evento anual ganhou amplo destaque tanto na região quanto no estado. Em 2022, a Expofest Ijuí celebrou sua primeira edição sob esse novo nome, coincidindo com o momento em que o município recebeu o título da IOV (Organização Internacional de Folclore e Artes Populares) como Capital Internacional das Etnias nas Américas.

## Geografia
A formação do solo de Ijuí é reflexo da estrutura geológica com os processos climáticos, tipos de vegetação e recentemente com a influência da humanidade. Ijuí localiza-se no planalto sobre pedra de basalto vulcânica e a paisagem com ondulações moderadas, com colinas de centenas metros e inclinações entre 3% a 10%, em casos extremos até 15%. O ponto mais alto do município chega a 409,8 m acima do nível do mar e o mais baixo 205 m. A média é de 384 m. A vegetação de Ijuí se origina de florestas subtropicais localizadas às margens dos rios e riachos, bem como através de capões em campo aberto.

### Vegetação
A vegetação original do município sofreu modificações com a urbanização. A hidrografia está determinada pelos rios Ijuí, Potiribu e Conceição que cortam o município. As diversas quedas de água de seus cursos representam ótimo potencial hidroelétrico.

### Clima
O clima do município é subtropical (ou temperado) úmido, com quatro estações distintas, temperaturas altas no verão e invernos frescos ou relativamente frios. A temperatura média anual está em torno dos 20 °C e as chuvas se distribuem regularmente durante o ano. No verão, predominam as chuvas convencionais e no inverno as chuvas frontais, com bastante uniformidade. A queda de neve é incomum, mas ocorreu um caso memorável em 1965, quando a cidade cobriu-se de branco.
| Dados climatológicos para Ijuí | Dados climatológicos para Ijuí | Dados climatológicos para Ijuí | Dados climatológicos para Ijuí | Dados climatológicos para Ijuí | Dados climatológicos para Ijuí | Dados climatológicos para Ijuí | Dados climatológicos para Ijuí | Dados climatológicos para Ijuí | Dados climatológicos para Ijuí | Dados climatológicos para Ijuí | Dados climatológicos para Ijuí | Dados climatológicos para Ijuí | Dados climatológicos para Ijuí |
| Mês                            | Jan                            | Fev                            | Mar                            | Abr                            | Mai                            | Jun                            | Jul                            | Ago                            | Set                            | Out                            | Nov                            | Dez                            | Ano                            |
| ------------------------------ | ------------------------------ | ------------------------------ | ------------------------------ | ------------------------------ | ------------------------------ | ------------------------------ | ------------------------------ | ------------------------------ | ------------------------------ | ------------------------------ | ------------------------------ | ------------------------------ | ------------------------------ |
| Temperatura máxima média (°C)  | 31,1                           | 30,2                           | 28,5                           | 24,9                           | 22,1                           | 20,2                           | 20,8                           | 22,4                           | 24                             | 26,4                           | 28,6                           | 29,2                           | 25,7                           |
| Temperatura média (°C)         | 25,1                           | 24,4                           | 22,7                           | 19,2                           | 16,6                           | 15                             | 15,1                           | 16,6                           | 18,1                           | 20,3                           | 22,2                           | 23                             | 19,9                           |
| Temperatura mínima média (°C)  | 19,1                           | 18,7                           | 16,9                           | 13,5                           | 11,2                           | 9,9                            | 9,4                            | 10,8                           | 12,3                           | 14,3                           | 15,9                           | 16,9                           | 14,1                           |
| Precipitação (mm)              | 181                            | 152                            | 147                            | 173                            | 145                            | 146                            | 154                            | 110                            | 163                            | 242                            | 171                            | 182                            | 1 966                          |
| Fonte: Climate-Data.org        |                                |                                |                                |                                |                                |                                |                                |                                |                                |                                |                                |                                |                                |

## Economia
As principais atividades econômicas de Ijuí são a agricultura, destacando-se as culturas de soja, trigo e milho, além da pecuária, com criação de gado de corte e leiteiro. A agropecuária tem visto um crescimento importante na produção de leite, ovos, mel, cera e lã. No setor industrial, a cidade se especializou na fabricação de máquinas e implementos agrícolas, produtos alimentícios, confecção e vestuário. O setor terciário também é relevante, com destaque para a comercialização de máquinas e equipamentos agrícolas, supermercados, estabelecimentos comerciais diversos, lojas de calçados, farmácias, entre outros serviços.

## Administração
- Lista de prefeitos de Ijuí

### Distritos
O município de Ijuí está subdividido em nove distritos:
- Alto da União
- Barreiro
- Chorão
- Esquina Heidmann
- Floresta
- Itaí
- Linha 6 Norte
- Mauá
- Santana
- Santo Antônio
- Sede

## Saúde
A cidade de Ijuí possui quatro hospitais, destacando-se a associação filantrópica Hospital de Caridade de Ijuí - HCI, fundada em 1935 por iniciativa da própria comunidade, vale ressaltar que houve uma mudança no nome do hospital em 2023. A partir desse ano, passou a se chamar Hospital de Clínicas Ijuí, mantendo, no entanto, a razão social como Associação Hospital de Caridade de Ijuí. Hoje a região de abrangência dos serviços prestados pelo HCI corresponde a um universo de aproximadamente de 1,5 milhões de pessoas distribuídas em 125 municípios, o que representa cerca de 12% da população do estado. Nos últimos anos o HCI se especializou em serviços de alta complexidade, através do CACON - Centro de Alta Complexidade em Oncologia, e o mais recente Instituto do Coração.
O Hospital Bom Pastor - HBP, fundado em 1981, nasceu inicialmente com o objetivo de atender os associados da Cotrijuí e hoje atua de forma independente como associação hospitalar filantrópica. Atualmente, o Hospital Bom Pastor está em fase final da construção de um novo hospital onde além do atendimento geral, contará com especializações em Geronto/Geriatria, Saúde Mental, Psiquiatria e Dependência Química.
As estruturas do HCI e Hospital Bom Pastor servirão para atender as demandas do curso de Medicina, aprovado pelo MEC em 2017 e com previsão para início das aulas no primeiro semestre de 2018.
Em 18 de março de 2005 foi inaugurado o moderno Hospital Unimed Ijuí, cuja estrutura é tida como referência dentro do sistema Unimed.
Em 23 de Junho de 2022 foi inaugurado as novas instalações do Hospital Bom Pastor Ijuí, sua estrutura se destaca pelo centro oftalmológico que é o mais moderno do Rio Grande do Sul para tratamento de problemas de visão.
Na rede de saúde municipal, existem 53 unidades de saúde do SUS distribuídas pela cidade.

## Demografia
Em virtude da diversidade étnica que originou a população ijuiense, havia a vontade de expressar toda essa miscigenação cultural. Foi assim que em 1985 criou-se o Movimento Étnico e, em 1987, foi realizada a 1.ª Festa Nacional das Culturas Diversificadas Fenadi. Esse evento é responsável pelo resgate dos costumes, da gastronomia, da música, da dança e de toda memória cultural de onze etnias que estão organizadas em casas típicas no Parque Wanderley Burmann.
Alemães, austríacos, afro-brasileiros, árabes, espanhóis, holandeses, italianos, letões, portugueses, poloneses, suecos e japoneses, revelam um legado cultural que proporciona, anualmente, uma viagem de conhecimento ao visitante.

### Usina Velha

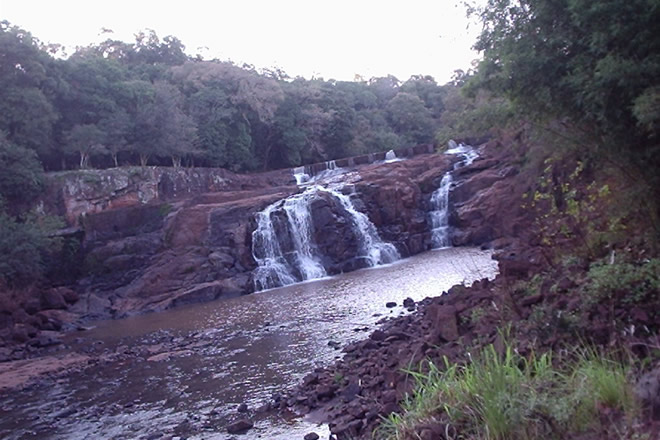
Cascata da Usina Velha de Ijuí

A Usina Velha em Ijuí foi uma usina hidroelétrica inaugurada em 1923. Foi inicialmente projetada para atender as necessidades do município durante dez anos, no entanto a demanda por energia aumentou tanto que apenas cinco anos depois já era necessária a instalação de um segundo grupo gerador.
Este segundo grupo foi instalado em 1932 e na década de 1940, foi instalado um gerador a diesel. A usina tinha capacidade para produzir 500;Kw de potência, mas conseguia produzir 300 MWh/mês, o que equivale apenas ao consumo da iluminação pública. Suas instalações oferecem também um belo passeio oferecendo uma boa infraestrutura para receber os visitantes: quiosque, locomóvel, área de descanso, banheiros, estacionamento, e um mirante para apreciar a vista da queda de água com aproximadamente 11,20 m.
Em 2017, foi aprovada a sua desativação junto ao governo municipal para a construção de uma nova usina no Rio Potiribu, tendo assim um melhor aproveitamento dos recursos hídricos e do potencial de geração de energia elétrica.

### Universidade Regional do Noroeste do Estado do Rio Grande do Sul

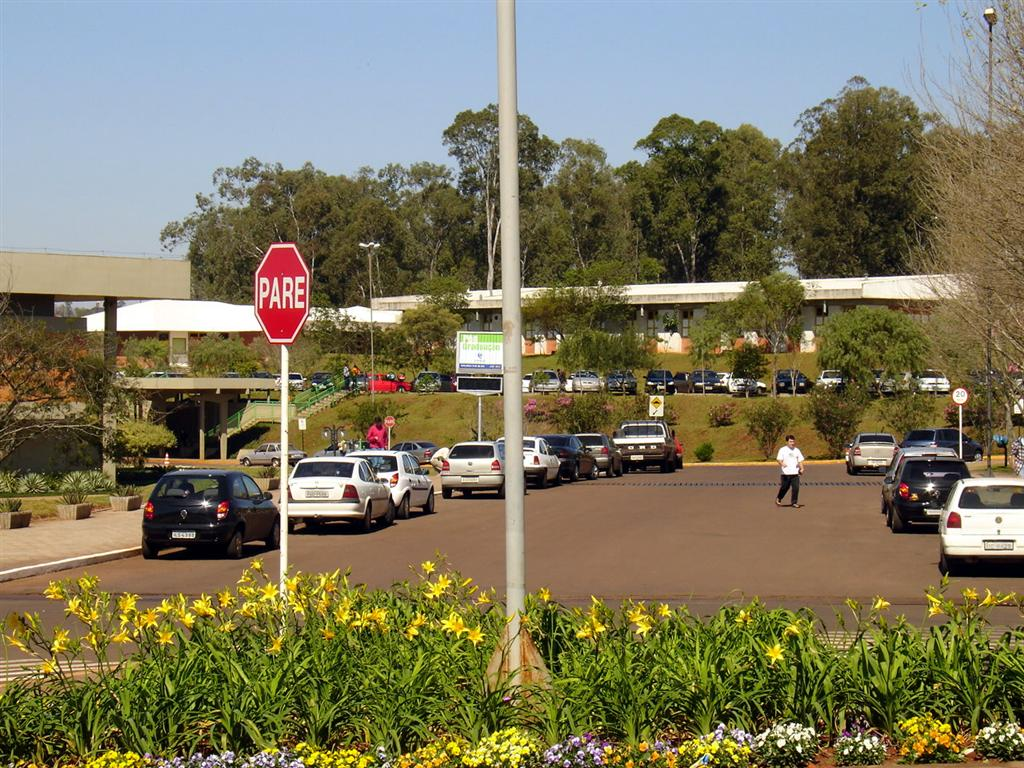
Universidade Regional, Campus Ijuí

A Universidade Regional do Noroeste do Estado do Rio Grande do Sul, UNIJUÍ, fundada em 1957, tem sede com campi em Ijuí, Santa Rosa, Panambi e Três Passos, além dos núcleos universitários de Santo Augusto e Tenente Portela. Ela consolidou sua existência na incessante busca da socialização do conhecimento humano e do desenvolvimento regional, e oferece mais de trinta cursos de graduação e pós-graduação com infra-estrutura qualificada.

## Ijuienses ilustres

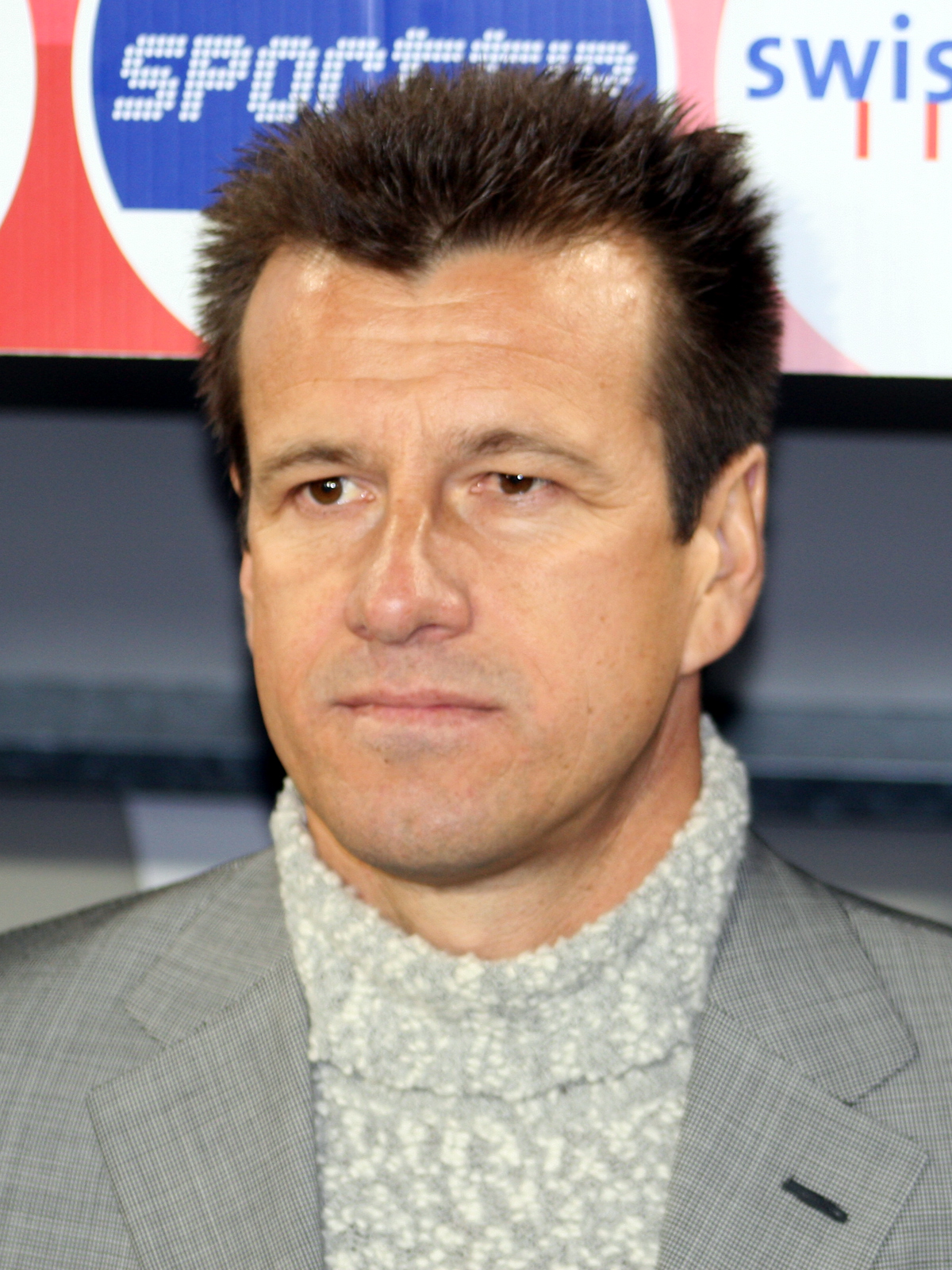
Dunga é ijuiense

- Biografias de Ijuienses